# Graeme Knowles

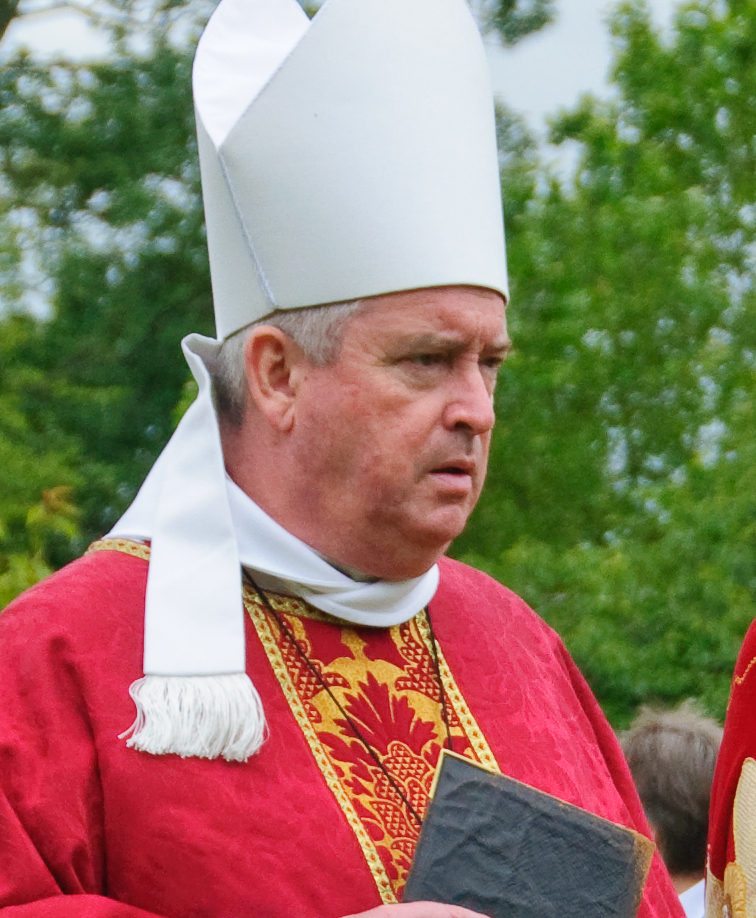
Graeme Knowles

Graeme Paul Knowles CVO (* 25. September 1951 in Woburn, Bedfordshire) ist ein britischer anglikanischer Theologe. Er war von 2003 bis 2007 Bischof von Sodor und Man in der Church of England.
Knowles wurde als Sohn von Stan Knowles und dessen Ehefrau Grace geboren. Seine Eltern lebten in der Westfield Road in Dunstable in der Grafschaft Bedfordshire. Sein Vater war Schulleiter an der Eaton Bray School. Seine Mutter arbeitete als Schulsekretärin. Knowles hat noch einen Bruder. Er besuchte zunächst die Regent House and Beecroft County Primary School, anschließend von 1963 bis 1970 die Dunstable Grammar School. Er studierte Theologie am King’s College London; sein letztes Studienjahr absolvierte er am St Augustine's College in Canterbury. 1974 wurde er zum Diakon geweiht; 1975 folgte die Priesterweihe. Seine Priesterlaufbahn begann er von 1974 bis 1979 als Vikar (Curate) an der St Peter-in-Thanet Church in Broadstairs in der Grafschaft Kent. Anschließend war er ab 1979 Präzentor (Precentor) und „Senior Curate“ an der Parish Church of St Peter-at-Leeds in Leeds. 1981 wurde er Präzentor (Precentor) und Residenzkanoniker (Canon Residentiary; Domherr) an der Portsmouth Cathedral. Er war gleichzeitig Kaplan (Chaplain) an der Kathedrale von Portsmouth. Von 1985 bis 1987 übte er dort das Amt des „Chapter Clerk“; er war in dieser Funktion als Kirchenbeamter für die Verwaltungsangelegenheiten im Domkapitel verantwortlich. 1987 wurde er Pfarrer (Vicar) von Leigh Park; zusätzlich übernahm er ab 1990 die Funktion des Landdekans von Havant (Rural Dean of Havant). 1993 wurde er Archidiakon von Portsmouth (Archdeacon of Portsmouth; Vorsteher eines Kirchensprengels). Dieses Amt hatte er bis 1999 inne.
Im Dezember 1998 wurde Knowles zum Dekan von Carlisle (Dean of Carlisle) ernannt. Dieses Amt übernahm er ab  Januar 1999 bis 2003. Im November 2003 wurde Knowles, als Nachfolger von Noel Jones, zum Bischof von Sodor und Man in der Church of England ernannt. Am 4. Dezember 2003 wurde er von David Hope, dem Erzbischof von York, im York Minster zum Bischof geweiht; seine feierliche Inthronisation fand am 17. Januar 2004 in der Peel Cathedral in Peel auf der Isle of Man statt. Am 20. September 2007 wurde Knowles durch ein Letters Patent zum Dekan der St Paul’s Cathedral (Dean of St Paul’s) ernannt, als Nachfolger von John Moses, der 2006 in den Ruhestand gegangen war. Am 1. November 2011 trat Knowles vom Amt des Dean of St Paul’s zurück. Knowles’ Rücktritt erfolgte im Zusammenhang mit den antikapitalistischen Protesten der Bewegung Occupy London, die sich wochenlang vor der St Paul’s Cathedral in Zelten niedergelassen und demonstriert hatten. Knowles hatte die St Paul’s Cathedral zeitweise auch für die Gläubigen verschließen lassen. Nachdem das Domkapitel die gewaltsame Entfernung der Demonstranten durch Sicherheitskräfte der London Authorities beschlossen hatte, trat Knowles aufgrund von starken Gegenreaktionen zurück.
In seinem Ruhestand zog sich Knowles nach Bury St Edmunds zurück; dort wirkt er seit Ende April 2012 als Ehrenamtlicher Hilfsbischof (Honorary Assistant Bishop) in der Diözese von St Edmundsbury und Ipswich. Er wurde am 29. April 2012 offiziell von Bischof Nigel Stock in einem feierlichen Gottesdienst in der St Edmundsbury Cathedral, in Bury St Edmunds in sein Amt eingeführt. Knowles ist außerdem Ehrenkaplan (Honorary Chaplain) der Royal Naval Reserve.
Knowles ist verheiratet. Seine Ehefrau Susan war Lehrerin für Englisch an der Girls' Public Day School Trust (GPDST) School in Southsea. Zu seinen Hobbys gehören Urlaub und Freizeit, die Romane von of E. F. Benson, das Sammeln und Singen von Viktorianischen und Edwardischen Balladen und Liedern, Architektur, gutes Essen und das Genießen von gutem Wein.